# Stanton Davis
Stanton Davis (* 10. November 1945 in New Orleans) ist ein US-amerikanischer Jazztrompeter und -flügelhornist.

## Leben und Wirken
Davis studierte bis 1973 am New England Conservatory of Music. In den frühen 1970er Jahren leitete er Ghetto Mysticism, eine Jazz-Funk-Gruppe, mit der er in New England und New York auftrat und das Album Brighter Days aufnahm.
Er arbeitete dann mit Jazzmusikern wie George Gruntz, Jim Pepper, Bob Stewart, David Murray, Muhal Richard Abrams, Sam Rivers, Gil Evans, Webster Lewis, Jaki Byard und Max Roach und mit Bands wie The Mercer Ellington Orchestra, The Lionel Hampton Orchestra, George Russells Living Time Orchestra, Mongo Santamaría's Orchestra, Mario Bauzá & His Afro-Cuban Jazz Orchestra, Lester Bowie's Brass Fantasy und dem Liberation Music Orchestra des Bassisten Charlie Haden. Zu hören ist er auch auf Joe Daleys Album The Seven Deadly Sins (2010). In David Sanborns NBC-Sendung Night Music trat er als Solist auf.
Daneben spielte er Trompete in Soundtracks zu Filmen wie An American Dream und The Virgin Island Adventure und Klavier in verschiedenen Fernseh- und Broadwayshows. Weiterhin trat er bei Konzerten und Festivals mit Jon Lucien, Al Cooper, den Four Tops, Lou Rawls, David Ruffin, The Dells, Gladys Knight, Stevie Wonder, Marvin Gaye, den Tavares und anderen auf. Von 1980 bis 1988 arbeitete er als Musikpädagoge bei Jazzmobile. 1988 veröffentlichte er bei Enja das Album Manhattan Melody mit eigenen Kompositionen. Zu hören war er u. a. auch auf John Clarks Album I Will (1997).